# 宋铁岩
宋铁岩（1909年12月6日—1937年2月11日），原名孙肃先，字晓天，曾用名宋占祥、铁坚、铁英，孙件、孙克敏，吉林省永吉县大绥河镇苋登沟村人，曾任东北抗日联军第一军政治部主任兼中共南满省委委员。1937年2月11日，宋铁岩在位于奉天省本溪市本溪县草河掌镇的老和尚帽子山里密营中共抗日游击根据地休养时，被日伪军“讨伐”队突然包围，突围时中弹牺牲。

## 生平

### 学生时期
1925年，宋铁岩考入吉林第一师范学校（现北华大学的前身），1928年升入长春第二师范学校后期师范班。被选为长春第二师范学生会的主要负责人之一，在中共党员楚图南等人的支持下，主持“秋声书社”，主编《秋声》校刊。1931年春，考入北平中国大学后加入中国共产党。曾任中国大学学生会主席、北平市大学学生联合会理事。1931年12月5日，率北平学生请愿代表团赴南京国民政府请愿，呼吁政府停止内战，一致抗日，遭政府当局逮捕。1932年出狱后，宋铁岩与其舅父——共产党员曹国安（后任东北抗日联军第1路军2师师长兼政治委员）一起回东北从事兵运工作。此间，宋铁岩编辑出版抗日诗集《前进》。

### 从军
1933年5月29日，与曹国安、于克等一起领导日伪军铁道警备第5旅14团迫击炮连，在磐石县烟筒山镇起事，加入杨靖宇领导的中国工农红军第32军南满游击队，被编为迫击炮大队，宋铁岩任大队政治委员。同年9月，南满游击队改编为东北人民革命军第1军独立师，宋铁岩任政治部主任。1934年2月21日，各地的抗日军首领在濛江县的三岔子镇召开会议，组建“东北抗日联合军总指挥部”。会议选举杨靖宇为总指挥，隋长青为副总指挥，李红光为参谋长，宋铁岩为政治部主任。1934年10月，宋铁岩被任命为东北人民革命军独立师南满第一游击大队政治委员。1934年11月7日成立東北人民革命軍第一軍，楊靖宇任軍長兼政委，朴翰宗任參謀長，宋鐵岩為政治部主任。同年11月，在中共南满第一次代表大会上，宋铁岩当选中共南满特委委员。1936年7月，东北人民革命军第一军改编为东北抗日联军第一军，宋铁岩任政治部主任，并当选为由东、南满党组织合并成立的中共南满省委委员。1936年7月，宋铁岩奉命率第一军西征主力部队从和尚帽子密营出发。宋铁岩率领司令部、警卫连等主力部队共400多人开始突围，他们翻越摩天岭后，在辽阳县附近被日军发现。日军随即调集了两个师团以上的兵力进行阻击。为减少损失，争取主动，宋铁岩决定回师摩天岭伺机阻击日伪军。后因日伪军重兵严密封锁，被迫率部回师。回师途中，身患肺病的宋铁岩病情加剧，被送回和尚帽子密营休养。1937年2月11日，日伪军“讨伐”队突然包围位于本溪县草河掌镇的中共抗日游击根据地和尚帽子密营，突围时中弹牺牲。

## 纪念
- 1984年中华人民共和国原全国人大常委会副委员长楚图南于1984年为宋铁岩题字：“笃学重乡里，英烈足千秋。”[11]
- 2014年9月1日，宋铁岩被列入中华人民共和国民政部公布的第一批300名著名抗日英烈和英雄群体名录。[12]